# Streitkräfte Serbiens
Die Streitkräfte Serbiens (serbisch Војска Србије Vojska Srbije, kurz ВС/VS) sind aus den Streitkräften Serbien-Montenegros hervorgegangen, welche durch das Unabhängigkeitsreferendum von Montenegro im Jahr 2006 aufhörten zu existieren. In Übereinstimmung mit dem Vertrag, der die Staatenunion 2003 gründete, erhielt Serbien das gemeinsame Verteidigungsministerium, wie durch einen Erlass des serbischen Parlaments am 5. Juni bestätigt wurde. Die Mittel und Anlagen, die Montenegro zugesprochen bekam, wurden in die neu entstandenen Streitkräfte Montenegros eingegliedert.
Zu den grundlegenden Aufgaben des Militärs gehören:
- Verteidigung Serbiens vor bewaffneten ausländischen Bedrohungen
- Die Teilnahme am Prozess des Aufbaus und Friedens in der Region und in der Welt
- Unterstützung im Fall von Natur- und anderen Katastrophen

Seit 2009 wurde der Umbau der Armee zu einer Berufsarmee betrieben. Am 31. Dezember 2010 endete die Wehrpflicht in Serbien. Serbien ist militärisch bündnisfrei. Auf dem Global Firepower Index (GPI) für 2023 belegen Serbiens Streitkräfte Platz 58 und liegen vor allen anderen Staaten des ehemaligen Jugoslawiens.

## Struktur
Der Präsident Serbiens (Председник Републике Србије) ist der Oberbefehlshaber der Serbischen Streitkräfte (Врховни командант Војске Србије).

### Verteidigungsministerium
Das Verteidigungsministerium (Министарство одбране Републике Србије) ist das zivile Regierungsorgan, das mit der Verteidigungspolitik des Landes beauftragt ist.
| Verteidigungsministerium (Министарство одбране Републике Србије)     |
| Verteidigungsminister (Министар)                                     |
| Staatssekretäre (Државни секретари)                                  |
| Stellvertretende Minister (Помоћници министра)                       |
| Kabinett des Ministers (Кабинет министра)                            |
| Sektor für Verteidigungspolitik (Сектор за политику одбране)         |
| Sektor für Personalressourcen (Сектор за људске ресурсе)             |
| Sektor für Materielle Ressourcen (Сектор за материјалне ресурсе)     |
| Sektor für Finanzen und Kontrolle (Сектор за финансије и контролинг) |
| Militärische Nachrichtenagentur (Војнообавештајна агенција)          |
| Militärische Sicherheitsagentur (Војнобезбедносна агенција)          |
| Militärische Nachrichtenagentur (Војнообавештајна агенција)          |
| Militärgesundheitsdirektorat (Управа за војно здравство)             |
| Öffentlichkeitsarbeitsdirektorat (Управа за односе са јавношћу)      |
| Verteidigungsinspektorat (Инспекторат одбране)                       |
| Verteidigungsuniversität (Универзитет одбране)                       |
| Sekretariat (Секретаријат)                                           |
| Militärstaatsanwaltschaft (Војно правобранилаштво)                   |

### Generalstab
Der Generalstab der Serbischen Streitkräfte (Генералштаб Војске Србије) ist die oberste Führungsbehörde, die den Präsidenten (in Kriegszeiten) und den Verteidigungsminister (in Friedenszeiten) bei der strategischen Führung der Воjска Србиje unterstützt. Der Chef des Generalstabes (Начелник Генералштаба Војске Србије) ist der dienstälteste serbische Militäroffizier in Dienstgrad eines Генерал (Vier-Sterne-General). Der Generalstab ist in das Verteidigungsministerium integriert.
| Generalstab der Serbischen Streitkräfte (Генералштаб Војске Србије)                                          |
| Chef des Generalstabes (Начелник Генералштаба)                                                               |
| Kabinett des Generalstabschefs (Кабинет НГШ)                                                                 |
| Stellvertretender Chef des Generalstabes (Заменик НГШ)                                                       |
| Kabinett des Ministers (Кабинет министра)                                                                    |
| Sektor für Verteidigungspolitik (Сектор за политику одбране)                                                 |
| J-1 Personalressourcenverwaltung (Ј-1 Управа за људске ресурсе)                                              |
| J-2 Verwaltung für Information- und Aufklärungsangelegenheiten (Ј-2 Управа за извиђачко-обавештајне послове) |
| J-3 Verwaltung für Einsatzangelegenheiten (Ј-3 Управа за оперативне послове)                                 |
| J-4 Logistikverwaltung (Ј-4 Управа за логистику)                                                             |
| J-5 Verwaltung für Planung und Entwicklung (Ј-5 Управа за планирање и развој)                                |
| J-6 Verwaltung für Telekommunikation und Informatik (Ј-6 Управа за телекомуникације и информатику)           |
| J-7 Verwaltung für Doktrin (Ј-7 Управа за доктрину)                                                          |
| J-8 Finanzabteilung (Ј-8 Одељење за финансије)                                                               |
| J-9 Abteilung für Zivil-Militärische Zusammenarbeit (Ј-9 Одељење за цивилно-војну сарадњу)                   |
| Militärpolizeiverwaltung (Управа Војне полиције)                                                             |
| Teilstreitkraftübergreifendes Einsatzführungskommando (Здружена оперативна команда)                          |

Die serbische Armee ist auf drei Ebenen strukturiert:
- 1. Strategisch – Generalstab der Serbischen Streitkräfte (Генералштаб Војске Србије), Teil des Verteidigungsministeriums
- 2. Operativ – Teilstreitkraftübergreifendes Einsatzführungskommando (Здружена оперативна команда), Teil des Generalstabes
- 3. Taktisch – Heeresbrigaden, Luftwaffenbrigaden, Garde, selbstständige Einheiten und verschiedene Zentren

und besteht aus den folgenden Strukturen:
Generalstab der Serbischen Streitkräfte (Генералштаб Војске Србије, GS VS)
- dem Generalstab direkt unterstellte Einheiten (Jединице Генералштаба Воjске Србиjе)
- Landstreitkräfte Serbiens (Копнена воjска Србиjе, KoВ)
- Luftstreitkräfte Serbiens (Ваздухопловство и противваздухопловна одбрана Воjске Србиjе, ВиПВО ВС)
- Ausbildungskommando (Команда за обуку)

Weil Serbien der größere Teil der Staatenunion war, behielt es den Großteil der Armee und Luftwaffe. Durch die Abspaltung Montenegros wurde Serbien zu einem Binnenstaat. Damit wäre der einzige Einsatzbereich einer Marine die Donau. Bis jetzt wurde noch keine Entscheidung über die Zukunft einer größeren serbischen Marine getroffen. Eine Flussflotte ist bereits vorhanden.

### Dem Generalstab direkt unterstellt

#### Garde
Die Garde (Гарда) der Serbischen Streitkräfte ist ein Brigadeäquivalent, wird von einem Generalmajor geführt und ist dem GS direkt unterstellt. Sie erfüllt drei Hauptaufgaben: militärisches Staatszeremoniell; die Sicherheit der Objekte des Oberkommandos, sowie der staatliche Residenzen, der höheren Militäroffiziere und Regierungsfunktionäre; weiterhin ist sie die Garnisonsbrigade der Hauptstadt Belgrad.

Garde (Гарда) (Belgrad, Topčider Stadtviertel, Dedinjе Kaserne):
- Stabsbataillon (Командни батаљон)
- Gardebataillon (Гардиjски батаљон)
- Logistikbataillon (Логистички батаљон)
- Spezialauftragsobjekte (Обjекти посебне намене)
- Repräsentanzobjekte (Репрезентативни обjекти)
- 25. Militärpolizeibataillon für spezielle Einsätze „Die Kobras“ (25. Батаљон воjне полициjе спецjалне намене „Кобре“) – diese Eliteeinheit der Serbischen Streitkräfte ist direkt der Militärpolizeiverwaltung (Управа Војне полиције) unterstellt. Das Bataillon ist rein administrativ in der Garde integriert und wird von der logistischen Kompanie der Spezialkräftebrigade unterstützt.

#### Zentraler Logistischer Stützpunkt
Der Zentrale Logistische Stützpunkt (Централна Логистичка База) ist ein Brigadeäquivalent von einem Brigadegeneral geführt und dem GS direkt unterstellt. Er erfüllt Lager-, Wartungs- und Kommissariataufgaben.

Zentraler Logistischer Stützpunkt (Централна Логистичка База) (Garnison Belgrad):
- Stabskompanie (Командна чета)
- 1. Logistikzentrum (1. Логистички центар)
- 1. Lagerbataillon (1. Складишни батаљон)
- 2. Lagerbataillon (2. Складишни батаљон)
- 3. Lagerbataillon (3. Складишни батаљон)
- 2. Großhandelszentrum (2. Сабирно-продаjни центар)

#### Verbindungsbrigade
Die Verbindungsbrigade (Бригада Везе) ist der Fernmeldeverband, der Serbiens höhere Militärkommando und Serbiens Regierung unterstützt. Die Brigade wird von einem Oberst geführt.

Verbindungsbrigade (Бригада Везе) (Garnison Belgrad):
- 1. Verbindungsbataillon (1. Батаљон везе)
- 2. Verbindungsbataillon (2. Батаљон везе)
- 3. Verbindungsbataillon (3. Батаљон везе)
- 4. Verbindungsbataillon (4. Батаљон везе)

#### 224. Zentrum für Elektronische Aktivitäten
Das 224. Zentrum für Elektronische Aktivitäten (224. Центар за Електронска Деjства) ist die Einheit, die mit elektronischer Überwachung und Kampfführung beauftragt ist. Sie befindet sich in Batajnica, wird von einem Oberst geführt und ist dem GS direkt unterstellt.

224. Zentrum für Elektronische Aktivitäten (224. Центар за Електронска Деjства) (Belgrad, Batajnica Stadtviertel, Radowan Meditsch Kaserne)

#### Institut für präventiven medizinischen Schutz
Das Institut für präventiven medizinischen Schutz (Завод за Превентивно-Медицинску Заштиту) ist die höhere serbische Behörde für Militärmedizin. Es wird von einem Arzt im Dienstgrad Oberst geführt und ist für zwei Hauptkrankenhäuser verantwortlich – in Belgrad und in Niš.

Institut für präventiven medizinischen Schutz (Завод за Превентивно-Медицинску Заштиту):
- Zentrum für präventiven medizinischen Schutz Belgrad (Центар за превантивно-медицинску заштиту Београд)
- Zentrum für Preventative Medizinschutz Niš (Центар за превантивно-медицинску заштиту Ниш)

#### Zentrum für Friedenschutzoperationen
Das Zentrum für Friedenschutzoperationen (Центар за Мировне Операциjе) dient der Ausbildung und der Forschung von Friedensoperationen, in denen die Serbischen Streitkräfte im Rahmen der Vereinten Nationen und in Zusammenarbeit mit der Europäischen Union aktiv sind. Es ist direkt dem GS unterstellt und von einem Oberst geführt.

Zentrum für Friedenschutzoperationen (Центар за мировне операције) (Belgrad)
- Abteilung für Personalressourcen (Одељење за људске ресурсе)
- Abteilung für Einsatz- und Stabsangelegenheiten (Одељење за оперативно-штабне послове)
- Abteilung für Ausbildung (Одељење за обуку)
- Abteilung für Unterstützung (Одељење за подршку)

### Heer
Das Serbische Heer (buchstäblich Landesarmee, oder Копнена Воjска (КоВ)) ist die landesgebundene Komponente der Streitkräfte. Das Heereskommando befindet sich in Niš und wird von einem Befehlshaber im Dienstgrad eines Generalleutnants (buchstäblich „General-Oberstleutnant“ oder генерал-потпуковник) geführt. Ihre Truppenstärke der Landstreitkräfte wurde für 2021 auf 13.250 Mann geschätzt.
Die Hauptkräfte des Heeres bilden die vier mechanisierten Brigaden. Die 1. Brigade ist im Norden Serbiens im autonomen Gebiet von Vojvodina stationiert. Die 2., 3. und 4. Brigade ist in der Mitte und im Süden Serbiens stationiert. Nach der Kosovo-Krise und der Sezession dieses Gebietes hat die Regierung Serbiens eine Sicherheitszone der Grenze entlang formiert. Jede der drei Brigaden hat ihren eigenen Grenzabschnitt und stellt Einheiten für diese Aufgaben ab. Speziell als Kommandozentrum für diesen Sicherungseinsatz wurde der Stützpunkt Süd (База Jуг) neben der Stadt Bujanovac gebildet.
Heereskommando (Команда Копнене Воjске) (Niš)
- 21. Fernmeldebataillon (Niš)
- 3. Militärpolizei-Bataillon (Niš)
- 5. Militärpolizei-Bataillon (Belgrad)
- 246. ABC-Abwehrbataillon (Kruševac)
- 1. Brigade (Прва Бригада Копнене Воjске – Stab in Novi Sad, Einheiten in Novi Sad, Bačka Topola, Sremska Mitrovica und Šabac)
  - 10. Stabsbataillon (10. Командни батаљон) (Novi Sad)
  - 11. Infanteriebataillon (11. Пешадијски батаљон) (Pančevo)
  - 12. Selbstfahrendes Haubitzenartilleriebataillon (12. Самоходни хаубички артиљеријски батаљон) (Bačka Topola)
  - 13. Mehrfachraketenwerferbataillon (13. Дивизион самоходни вишецевни ракетни лансери) (Sremska Mitrovica)
  - 14. Artillerie- und Lenkflugkörperflugabwehrbataillon (14. Артиљеријско-ракетни дивизион ПВО) (Novi Sad)
  - 15. Panzerbataillon (15. Тенковски батаљон) (Sremska Mitrovica)
  - 16. Mechanisiertes Bataillon (16. Механизовани батаљон) (Sremska Mitrovica)
  - 17. Mechanisiertes Bataillon (17. Механизовани батаљон) (Bačka Topola)
  - 18. Pionierbataillon (18. Инжењеијски батаљон) (Novi Sad)
  - 19. Logistikbataillon (19. Логистички батаљон) (Novi Sad)
- 2. Brigade (Друга Бригада Копнене Воjске – Stab in Kraljevo, Einheiten in Kraljevo, Novi Pazar, Raška und Valjevo)
  - 20. Stabsbataillon (20. Командни батаљон) (Kraljevo)
  - 21. Infanteriebataillon (21. Пешадијски батаљон) (Raška)
  - 22. Infanteriebataillon (22. Пешадијски батаљон) (Valjevo)
  - 23. Selbstfahrendes Haubitzenartilleriebataillon (23. Самоходни хаубички артиљеријски батаљон) (Kraljevo)
  - 24. Mehrfachraketenwerferbataillon (24. Дивизион самоходни вишецевни ракетни лансери) (Valjevo)
  - 25. Artillerie- und Lenkflugkörperflugabwehrbataillon (25. Артиљеријско-ракетни дивизион ПВО) (Kraljevo)
  - 26. Panzerbataillon (26. Тенковски батаљон) (Kraljevo)
  - 27. Mechanisiertes Bataillon (27. Механизовани батаљон) (Kraljevo)
  - 28. Mechanisiertes Bataillon (28. Механизовани батаљон) (Novi Pazar)
  - 29. Logistikbataillon (29. Логистички батаљон) (Kraljevo)
  - 210. Pionierbataillon (210. Инжењеријски батаљон) (Kraljevo)
- 3. Brigade (Трећа Бригада Копнене Воjске – Stab in Niš, Einheiten in Niš, Prokuplje, Zaječar und Kuršumlija)
  - 30. Stabsbataillon (30. Командни батаљон) (Niš)
  - 31. Infanteriebataillon (31. Пешадијски батаљон) (Zaječar)
  - 32. Infanteriebataillon (32. Пешадијски батаљон) (Zaječar)
  - 33. Selbstfahrendes Haubitzenartilleriebataillon (33. Самоходни хаубички артиљеријски батаљон) (Prokuplje)
  - 34. Mehrfachraketenwerferbataillon (34. Дивизион самоходни вишецевни ракетни лансери) (Prokuplje)
  - 35. Artillerie- und Lenkflugkörperflugabwehrbataillon (35. Артиљеријско-ракетни дивизион ПВО) (Niš)
  - 36. Panzerbataillon (36. Тенковски батаљон) (Niš)
  - 37. Mechanisiertes Bataillon (37. Механизовани батаљон) (Kuršumlija)
  - 38. Mechanisiertes Bataillon (38. Механизовани батаљон) (Kuršumlija)
  - 39. Logistikbataillon (39. Логистички батаљон) (Niš)
  - 310. Pionierbataillon (310. Инжењеијски батаљон) (Prokuplje)
- 4. Brigade (Четврта Бригада Копнене Воjске – Stab in Vranje, Einheiten in Vranje, Leskovac und Bujanovac)
  - 40. Stabsbataillon (40. Командни батаљон) (Vranje)
  - 41. Infanteriebataillon (41. Пешадијски батаљон) (Basa Jug Bujanovac)
  - 42. Infanteriebataillon (42. Пешадијски батаљон) (Vranje)
  - 43. Selbstfahrendes Haubitzenartilleriebataillon (43. Самоходни хаубички артиљеријски батаљон) (Vranje)
  - 44. Mehrfachraketenwerferbataillon (44. Дивизион самоходни вишецевни ракетни лансери) (Vranje)
  - 45. Artillerie- und Lenkflugkörperflugabwehrbataillon (45. Артиљеријско-ракетни дивизион ПВО) (Leskovac)
  - 46. Panzerbataillon (46. Тенковски батаљон) (Vranje)
  - 47. Mechanisiertes Bataillon (47. Механизовани батаљон) (Vranje)
  - 48. Mechanisiertes Bataillon (48. Механизовани батаљон) (Vranje)
  - 49. Logistikbataillon (49. Логистички батаљон) (Vranje)
  - 410. Pionierbataillon (410. Инжењеријски батаљон) (Vranje)
- Gemischte Artilleriebrigade (Aleksinac)
  - Stabsbataillon (Командни дивизион)
  - 1. Kanonenhaubitzenartilleriebataillon (1. топовско-хаубички артиљеријски дивизион) (152 mm М 84 „NORA“ Kanonenhaubitze)
  - 2. Kanonenhaubitzenartilleriebataillon (2. топовско-хаубички артиљеријски дивизион) (152 mm М 84 „NORA“ Kanonenhaubitze)
  - 3. Kanonenartilleriebataillon (3. топовски артиљеријски дивизион) (130-mm-Kanone M-46)
  - 4. Kanonenartilleriebataillon (4. топовски артиљеријски дивизион) (130-mm-Kanone M-46)
  - Gemischtes Raketenartilleriebataillon (Мешовити ракетноартиљеријски дивизион) (M-87 Orkan und М-77 Oganj MehrfachraketenwerferSysteme)
  - 69. Logistikbataillon (69. Логистички батаљон)
- Spezialkräftebrigade (Pančevo, Rastko Nemanjić Kaserne)
  - Stabsbataillon (Командни батаљон)
  - Terrorabwehrbataillon der Militärpolizei "Die Falken" (Батаљон за противтерористичка дејства „Соколови“)
  - 72. Aufklärungs- und Diversionsbataillon (72. Извиђачко-диверзантски батаљон)
  - 63. Fallschirmjägerbataillon (63. Падобрански батаљон) (Niš Luftstützpunkt, Aerodrom Kaserne)
  - Logistikkompanie (Логистичка чета)
- Fluss-Flottille (Novi Sad) – Die Flussflottille ist ein Brigadeäquivalent. Nach der Abschaffung des Bundes zwischen Serbien und Montenegro hat Serbien die Küste Montenegros verloren. Bis zu diesem Moment setzte sich die Marine aus der Seeflotte in Montenegro und der Flussflottille in Serbien an der Donau zusammen. Die Marine wurde aufgelöst und die Flussflottille ins Heer integriert. Obwohl eigentlich aktuell ein Heeresverband, folgen die Dienstgrade in der Flussflottile Marinetraditionen. Damit ist sie von einem kapetan bojnog broda (was buchstäblich Kampfschiffkapitän bedeutet und dem deutschen Kapitän zur See entspricht) geführt.
  - Stabskompanie (Командна чета)
  - 1. Flussbootstaffel (Први речни одред)
  - 2. Flussbootstaffel (Други речни одред)
  - 1. Pontonierbataillon (Први понтонирски батаљон)
  - 2. Pontonierbataillon (Други понтонирски батаљон)
  - Logistikompanie (Логистичка чета)
  - 93. Flusszentrum (93. Речни центар) – Das Zentrum ist eine elite Kampfschwimmereinheit. Es entstand eigentlich zur Zeit des Kalten Krieges als die 82. Seezentrum (82. Pomorski centar), zuerst in Pula Marinestützpunkt, später in Split-Divulje Marinestützpunkt. Das Zentrum war eine spezielle Einheit von Aufklärungs- und Diversionskampfschwimmer und Kajakarer. Nach dem Anfang des Kroatienkrieges zog das Zentrum nach Novi Sad und bekam der Flussflottille unterstellt.
- Ausbildungszentrum für Einheiten Bestimmt für Multinationale Einsätze und Simulationszentrum (Центар за обуку јединица за мултинационалне операције и Центар за симулације) (Stützpunkt Süd (База Југ) neben Bujanovac)
- Technische Instandsetzungswerkstatt "Čačak" (Технички Ремонтни Завод „Чачак“)

### Luftstreitkräfte
Die Serbischen Luftstreitkräfte (buchstäblich Kriegsluftfahrt und Fliegerabwehr der Serbischen Streitkräfte, oder Ратно Ваздухопловство и противваздухопловна одбрана Војске Србије (РВиПВО ВС)) sind die luftgebundene Komponente der Streitkräfte Serbiens. Ihre Truppenstärke wurde für 2021 auf 5.100 Mann geschätzt. Sie sind traditionell, wie andere ähnliche Militärorganisationen, in Fliegerkräfte, Fliegerabwehrkräfte, Luftraumüberwachungskräfte und Unterstützungskräfte organisiert. Das Luftwaffenkommando befindet sich im Stadtviertel Zemun von Belgrad und an der Spitze steht ein Generalmajor. Die Hauptkräfte sind in vier Brigaden gegliedert, die von Offizieren im Rang eines Oberst geführt werden.

Luftwaffenkommando (Команда Ратног Ваздухопловства и Противваздухопловне Одбране) (Zemun – Belgrad)
- 210. Verbindungsbataillon (210. Батаљон Везе) (Belgrad)
- Militärpolizeizug der Luftstreitkräfte (Вод војне полиције ВиПВО) (Belgrad)
- Abteilung für Luftraumkontrolle, Verteidigung und Zuweisung (Одељење за Контролу, Заштиту и Алокациjу Ваздушног Простора) (Belgrad)
- 333. Pionierbataillon (333. Инжињериjски Батаљон) (Pančevo)
- 204. Fliegerbrigade (204. Ваздухопловна Бригада) (Batajnica Luftstützpunkt – (Belgrad))
  - 101. Jagdfliegerstaffel „Die Ritter“" (101. ловачка авијацијска ескадрила „Витезови“)
  - 252. Lehr- und Ausbildungsfliegerstaffel „Die Wölfe aus der Flussmündung“ (252. школско тренажна авијацијска ескадрила „Курјаци са Ушћа“)
  - 138. Transportfliegerstaffel (138. транспортна авијацијска ескадрила)
  - 890. Gemischte Hubschrauberstaffel (890. мешовита хеликоптерска ескадрила)
  - 24. Luftfahrttechnisches Bataillon (24. ваздухопловно-технички батаљон)
  - 117. Artillerie- und Lenkflugkörperflugabwehrbataillon (117. артиљеријско ракетни дивизион противваздухопловне одбране)
  - 17. Luftstützpunktsicherungsbataillon (17. батаљон за обезбеђење аеродрома)
- 98. Fliegerbrigade (98. Ваздухопловна Бригада) (Ladschjewci Luftstützpunkt – (Kraljevo))
  - 241. Jagdbomberfliegerstaffel „Die Tiger“ (241. ловачко-бомбардерска авијацијска ескадрила „Тигрови“)
  - 714. Panzerabwehrhubschrauberstaffel „Die Schatten“ (714. противоклопна хеликоптерска ескадрила „Сенке“)
  - 119. Gemischte Hubschrauberstaffel (119. мешовита хеликоптерска ескадрила) (Niš Luftstützpunkt)
  - 98. Luftfahrttechnisches Bataillon (98. ваздухопловно-технички батаљон)
  - 98. Artillerie- und Lenkflugkörperflugabwehrbataillon (98. артиљеријско ракетни дивизион противваздухопловне одбране)
  - 98. Luftstützpunktsicherungsbataillon (98. батаљон за обезбеђење аеродрома)
  - 161. Luftstützpunktsicherungsbataillon (161. батаљон за обезбеђење аеродрома) (Niš Luftstützpunkt)
- 250. Fliegerabwehrlenkflugkörperbrigade (250. Ракетна бригада за Противваздухопловна Деjства) (Belgrad, Banjica Kaserne) (je 4 Feuerbatterien pro Bataillon)
  - Stabsbatterie (Командна батерија)
  - 1. Flugabwehrlenkflugkörperbataillon (1. ракетни дивизион противваздухопловне одбране) (Suce – Belgrad)
  - 2. Flugabwehrlenkflugkörperbataillon (2. ракетни дивизион противваздухопловне одбране) (Jakovo – Belgrad)
  - 230. Selbstfahrendes Flugabwehrlenkflugkörperbataillon (230. самоходни ракетни дивизион противваздухопловне одбране) (Niš)
  - 240. Selbstfahrendes Flugabwehrlenkflugkörperbataillon (240. самоходни ракетни дивизион противваздухопловне одбране) (Novi Sad)
  - 310. Selbstfahrendes Flugabwehrlenkflugkörperbataillon (310. самоходни ракетни дивизион противваздухопловне одбране) (Kragujevac)
- 126. Brigade für Luftraumüberwachung, Entdeckung und Leitung (serb. Abkürz. VOJIN) (126. бригада ваздушног осматрања, јављања и навођења (126. Бригада ВОJИН)) (Garnison Belgrad)
  - Stabskompanie (Командна чета)
  - 20. VOJIN-Bataillon (20. батаљон ВОЈИН)
  - 31. VOJIN-Bataillon (31. батаљон ВОЈИН)
  - Kompanie für Luftfahrttechnische und Technische Wartung und Versorgung (Чета за ваздухопловно-техничко и техничко одржавање и снабдевање)
- Luftfahrtbetrieb "Moma Stanojlowitsch" (Ваздухопловни Завод „Мома Станоjловиђ“) (Belgrad)
- Luftfahrtmedizinisches Institut (Ваздухопловномедицински Институт) (Belgrad)
- Museum für die Jugoslowenische Kriegsluftfahrt (Музеj Југословенског Ратног Ваздухопловства) (Belgrad)

### Ausbildungskommando
Das Ausbildungskommando (Командa за обуку) wurde am 23. April 2007 gegründet. Die operative Boden- und Fliegerkräfte der Serbischen Streitkräfte sind im Heer, bzw. in den Luftstreitkräften gegliedert. So ist das Ausbildungskommando mit der grundlegenden und spezialisierten Ausbildung der Militärangehörigen, sowie auch mit der Mobilisierungsbereitschaft der Reserven beauftragt. Dafür enthält es im Zusatz zu den Ausbildungszentren auch vier mobilisierbare Kaderheeresbrigaden. Zum Kommando gehören auch die Truppenübungsplätze und die Schießübungsplätze. Es wird von einem Generalleutnant (генерал-потпуковник) geführt.

Ausbildungskommando (Командa за обуку):
- Stabsbataillon (Командни батаљон) (Garnison Belgrad, Topčider Kaserne)
- Militärpolizeizug des Ausbildungskommandos (Вод војне полиције команде за обуку) (Garnison Belgrad, Topčider Kaserne)
- Rekrutenzentren, von Oberstleutnant oder Oberst geführt:
  - 1. Ausbildungszentrum (Певи Центар за Обуку) (Garnison Sombor, Aerodrom Kaserne)
  - 2. Ausbildungszentrum (Други Центар за Обуку) (Garnison Valjevo, Vojvoda Schivojin Mischič Kaserne)
  - 3. Ausbildungszentrum (Тређи Центар за Обуку) (Garnison Leskovac, Vojvoda Petar Bojovič Kaserne), je:
    - Stabskompanie (Командна чета)
    - Ausbildungsbataillon (Батаљон за обуку)
    - Logistikkompanie (Логистичка чета)
- Teilstreitkraftausbildungszentren, von Oberstleutnant oder Oberst geführt:
  - Heeresausbildungszentrum (Центар за Обуку Копнене Воjске) (Garnison Pozarevac, General Pavle Jurisič-Sturm Kaserne)
    - Stabskompanie (Командна чета)
    - Ausbildungsbataillon (Батаљон за обуку)
    - Logistikkompanie (Логистичка чета)

  - Luftwaffen und Luftverteidigungausbildungszentrum (Центар за Обуку Ваздухопловства и ПВО) (Batajnica Luftstützpunkt)
    - Stabsgruppe (Командо отдељење)
    - Flugabwehrlenkflugkörperbatterie "Neva-M" (Ракетна батериjа за противваздухопловна деjства "Нева-М")
    - Selbstfahrende Flugabwehrlenkflugkörperbatterie "Kub-M" (Самоходна ракетна батериjа за противваздухопловна деjства "Куб-М")
    - Kurzstreckenartillerie- und Lenkflugkörperflugabwehrbatterie (Артиљеријско-ракетна батериja за противваздухопловна деjства малог домета)
    - Kompanie für Luftraumüberwachung, Entdeckung und Leitung (Чета ваздушног осмотрања, jављања и навођења)
    - Ausbildungskompanie für Luftfahrttechnische Spezialisten (Чета за обуку ваздухопловнотехничке специjалности)
- Truppengattungausbildungszentren, von Major oder Oberstleutnant geführt:
  - Ausbildungszentrum für Fernmelde-, Informatik und EloKa-Truppen (Центар за Обуку Везе, Информатике и Електронских Деjстава) (Garnison Gornji Milanovac, Vojvoda Radomir Putnik Kaserne)
    - Stabszug (Командни вод)
    - 1. Ausbildungskompanie (1. Чета за обуку)
    - 2. Ausbildungskompanie (2. Чета за обуку)
    - Objektensicherungszug (Вод за обезбеђење обjеката)
    - Logistikzug (Вод логистички)
    - Medizinische Gruppe (Одељење за здравствену заштиту)

  - ABC-Abwehrzentrum (Центар АБХО) (Kruševac)
    - ABC-Abwehr Ausbildungs-, Weiterentwicklungs- und Evaluierungskompanie (Чета АБХО за обуку, усавршавање и евалуациjу)
    - Gemischte ABC-Abwehrkompanie (Мешовита чета АБХО)

  - Logistikausbildungszentrum (Центар за Обуку Логистике) (Garnison Kruševac, Fürst Lazar Kaserne)
    - Stabskompanie (Командна чета)
    - Ausbildungskompanie für die Technischen Dienste (Чета за обуку техничке службе)
    - Ausbildungskompanie für die Intendantur (Чета за обуку интендантске службе)
    - Ausbildungskompanie für die Medizinischen und Veterinardienste (Чета за обуку санитетске и ветеринарске службе)
    - Ausbildungsbataillon für die Transportdienste (Батаљон за обуку саобраћајне службе)
    - Ausbildungskompanie für Hundeführer (Чета за обуку водича паса, узгоj и дресуру паса)

  - Ausbildung- und Weiterausbildungszentrum für Unteroffiziere (Центар за Обуку и Усавршавање Подофицира) (Garnison Pančevo, Volksheld Stevica Jovanovič Kaserne)
    - Stabszug (Командни вод)
    - Kompanie für Hauptkursen (Чета за основне курсеве)
    - Weiterausbildungskompanie (Чета за усавршавање)
- mobilisierbare Kaderheeresbrigaden, von Offizieren in Oberst-Dienstgrad geführt:
  - Entwicklungskommando für die Banatbrigade (Команда за Развоj Банатске Бригаде) (Zrenjanin, Volksheld Svetosar Marković Tosa Kaserne)
  - Entwicklungskommando für die Belgradbrigade (Команда за Развоj Београдске Бригаде) (Garnison Belgrad, Milan Tepić Kaserne (Surčin))
  - Entwicklungskommando für die Rasinabrigade (Команда за Развоj Расинске Бригаде) (Garnison Kruševac, Fürst Lazar Kaserne)
  - Entwicklungskommando für die Timokbrigade (Команда за Развоj Тимоћке Бригаде) (Garnison Zaječar, Nikola Pašić Kaserne), je:
    - Stabskompanie (Командна чета)
    - Logistikkompanie (Логистичка чета)
- Teilstreitkraftübergreifender Truppenübungsplatz „Pasuljanske Livade“ (Интервидовски Полигон „Пасуљанске Ливаде“) (Ćuprija)
  - Logistikzug (Логистички вод)
  - Ausbildungsunterstützungszug (Вод за обезбеђење обуке)
  - Objektenunterstützungszug (Вод за обезбеђење обjеката)

## Abzeichen & Dienstgrade
Am 15. Februar 2007 wurden die neuen Wappen und die Abzeichen der Streitkräfte Serbiens in der Kommandozentrale in Belgrad vorgestellt. Dieser Tag gilt seitdem als der „Tag der Serbischen Armee“ und ist gleichzeitig der Nationalfeiertag Serbiens (Erster Serbischer Aufstand).

## Ausrüstung
Die serbischen Streitkräfte verfügen über folgende Ausrüstung:

### Landstreitkräfte

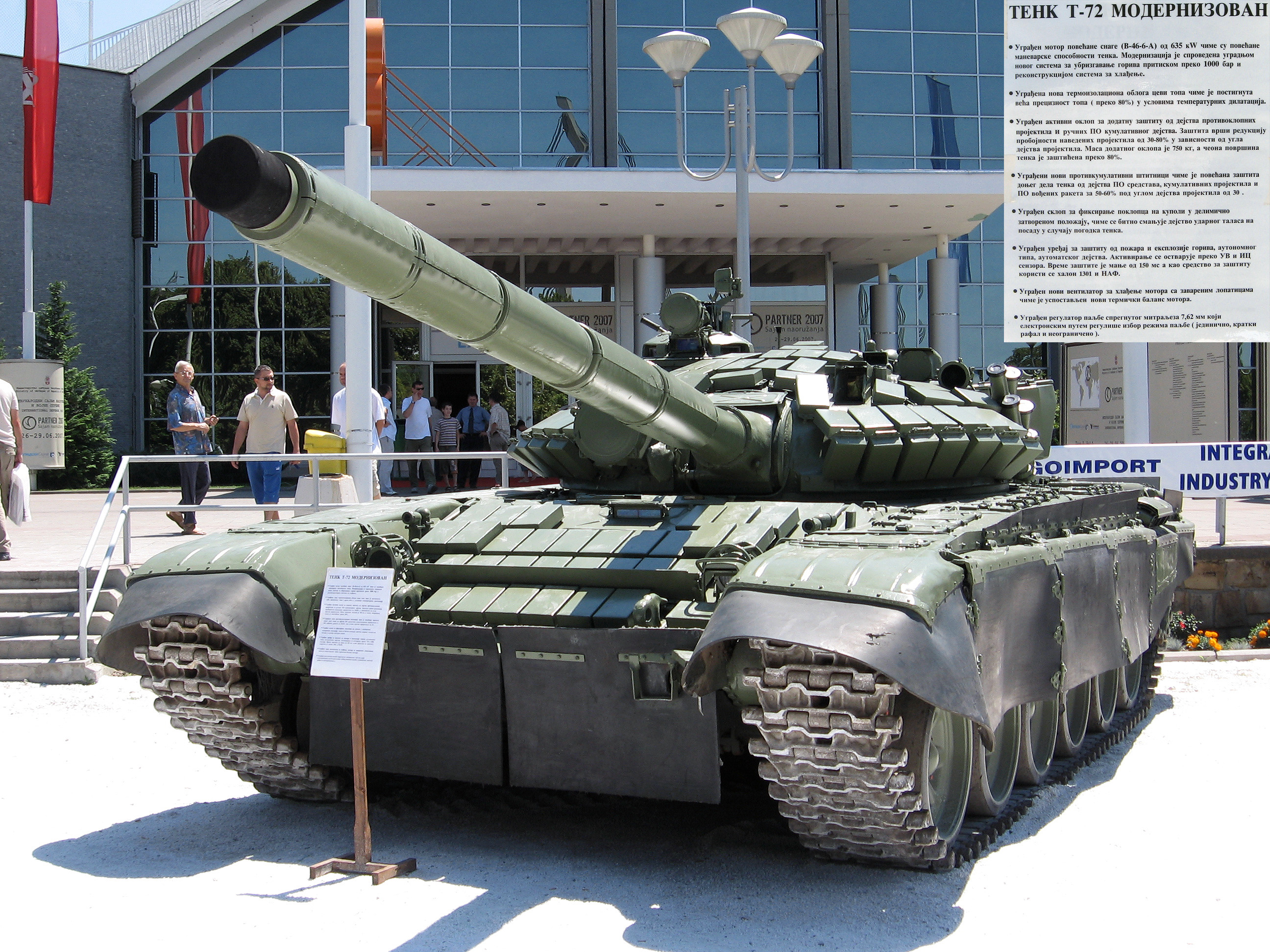
Modernisierter serbischer T-72

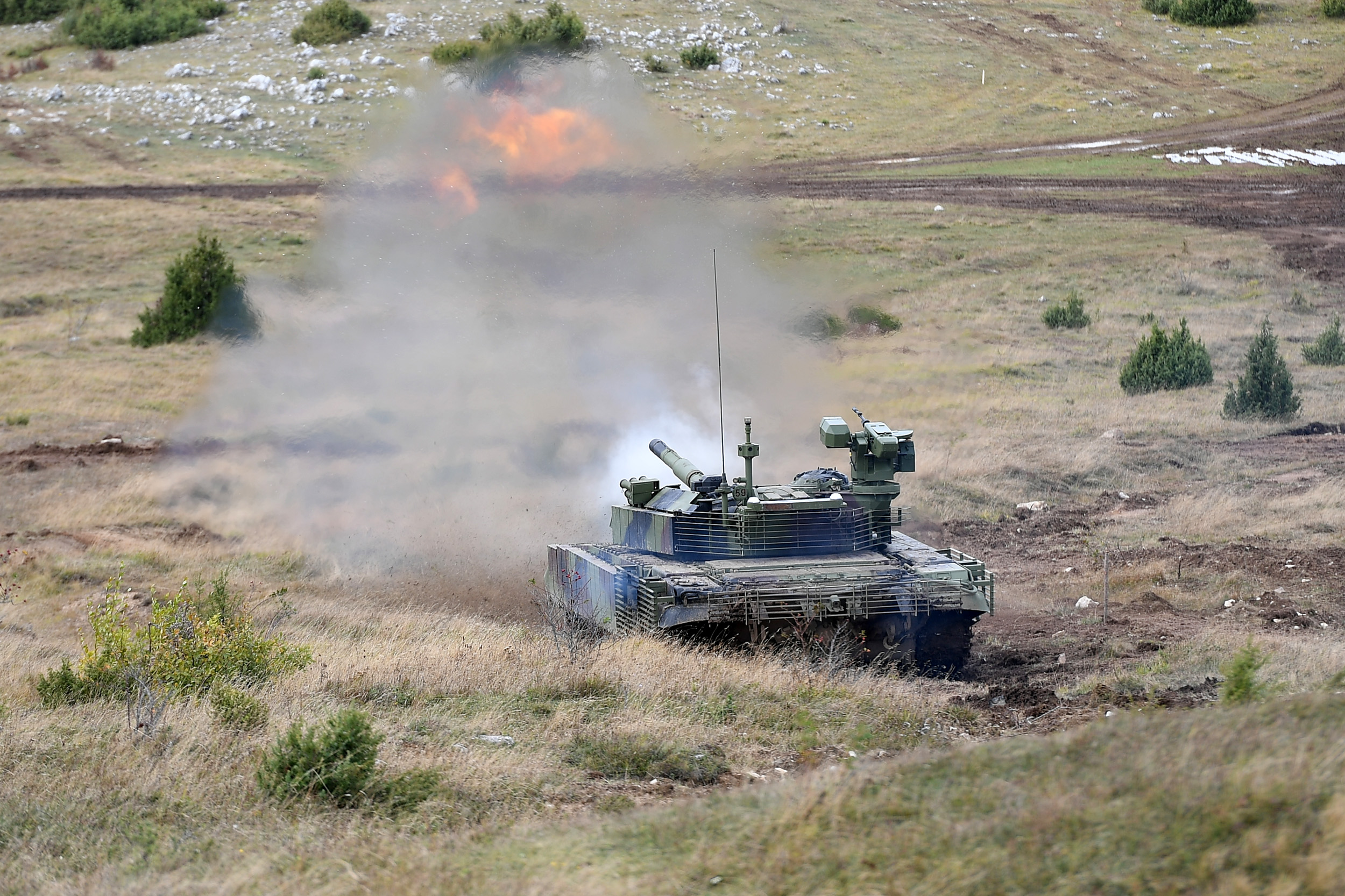
M-84

- Kampfpanzer
  - M-84 – 199
  - T-72MS – 30

Die serbische Armee wird nach der Umstellung vier Panzerbataillone (je 53 Panzer) und 8 mechanisierte Bataillone (je 40 Schützenpanzer) umfassen.
- Spähpanzer
  - BRDM-2 – 46
  - BRDM-2M – 30

- Schützenpanzer
  - M-80 – 320
  - M-80AB1 – 3
  - Lazar-3 IFV – 12

- Mannschaftstransporter
  - BTR-50 – 12
  - MT-LB – 32
  - BOV
    - BOV-VP – 39
    - BOV M16 – 25

  - Lazar-3 APC – 12
  - Humvee
- Berge- und Pionierpanzer
  - IWT – Pionierpanzer
  - M-84A1 – Bergepanzer
  - T-54/ T-55 – Bergepanzer
  - MT-55 – Brückenlegepanzer
  - TMM – Brückenlegepanzer

- Artillerie
  - Panzerartillerie

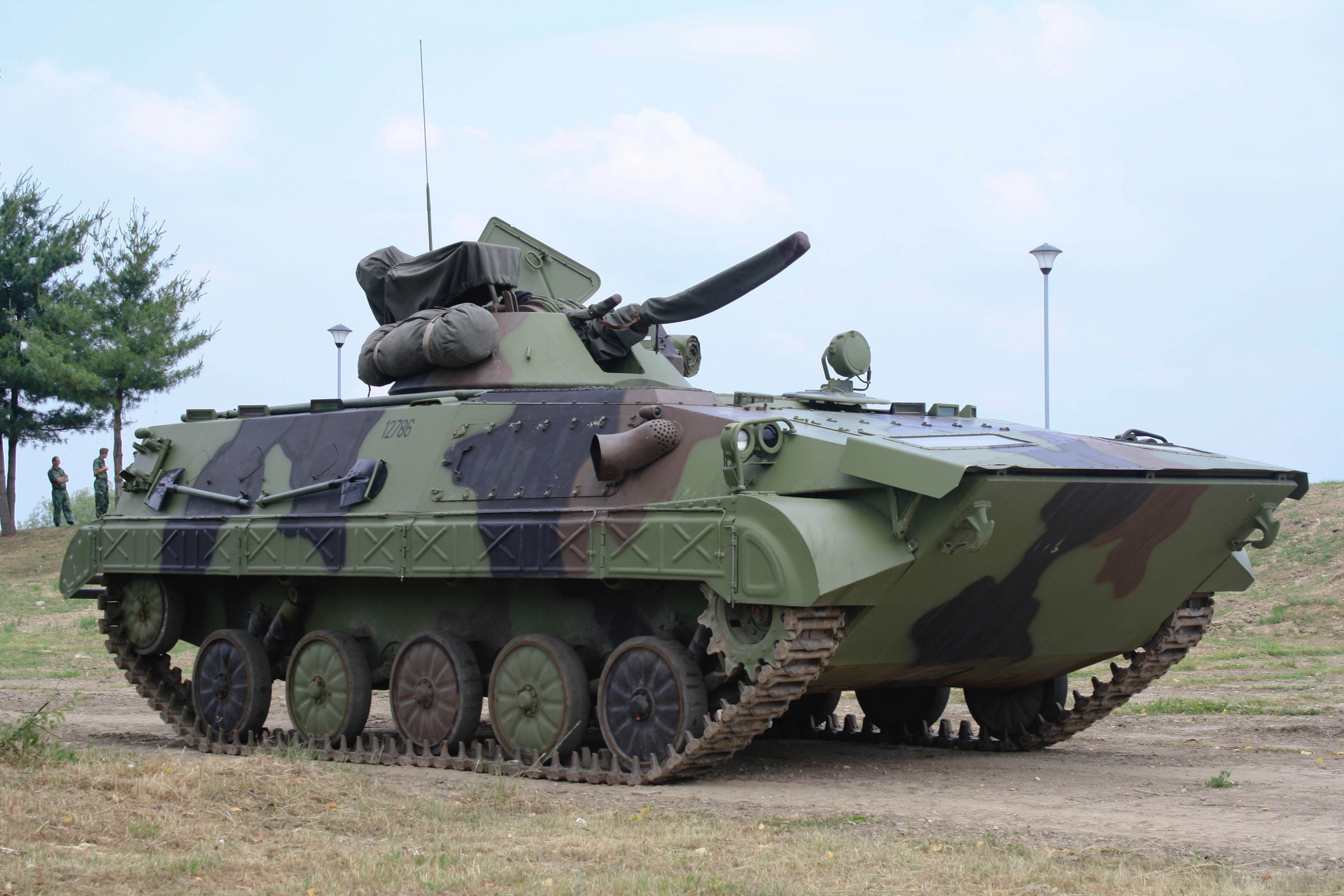
BVP М80А

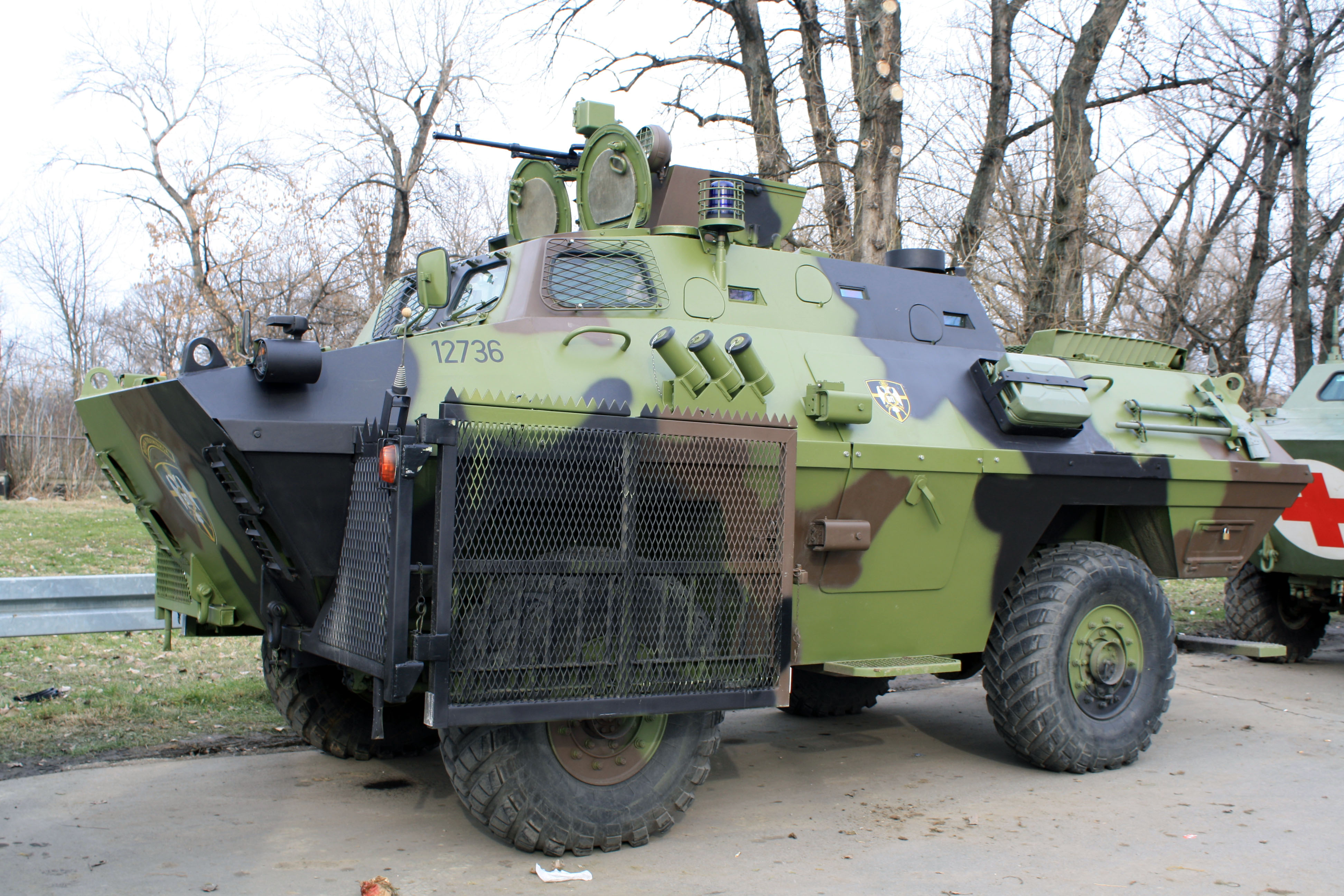
BOV VP

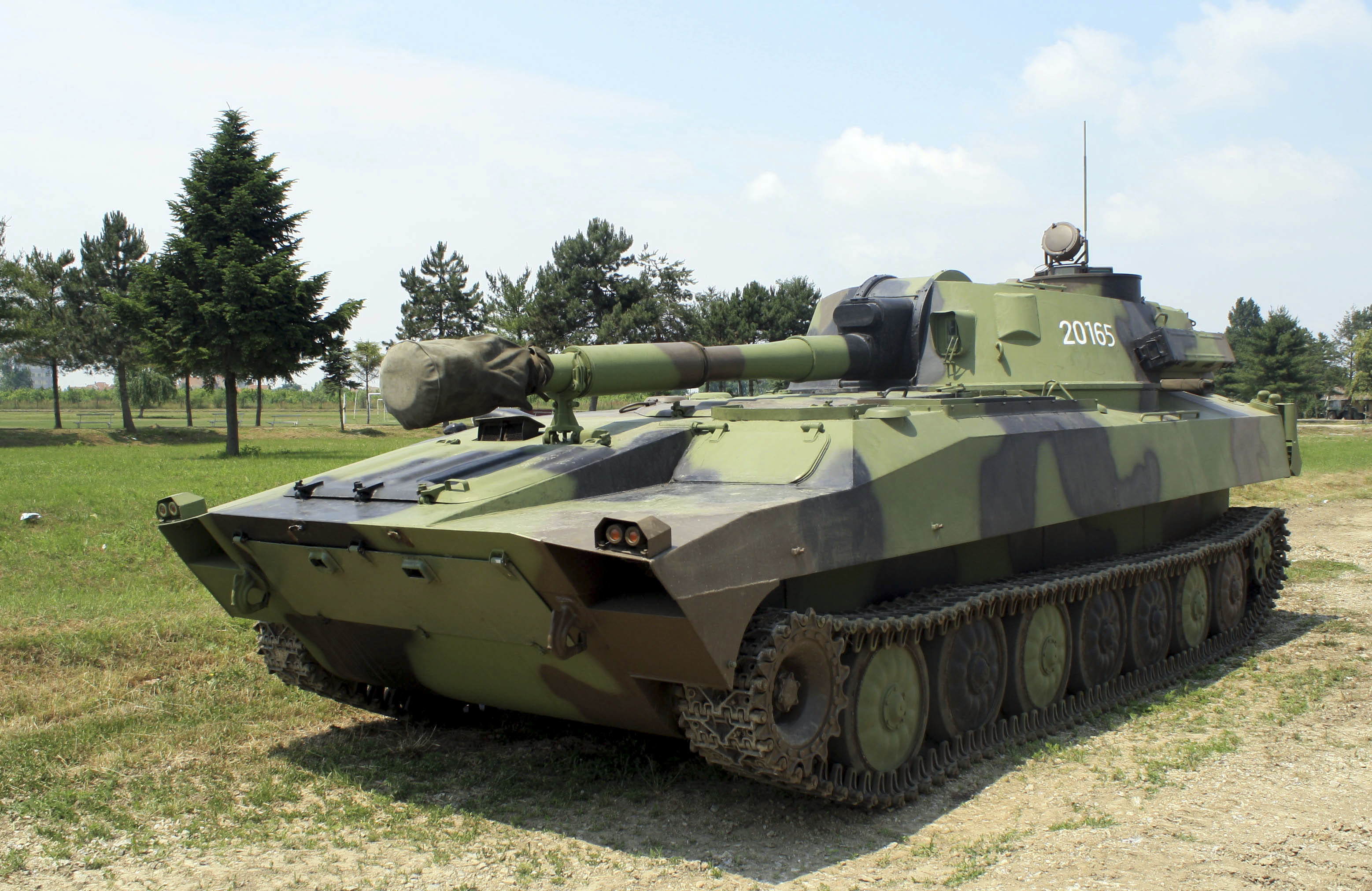
2S1

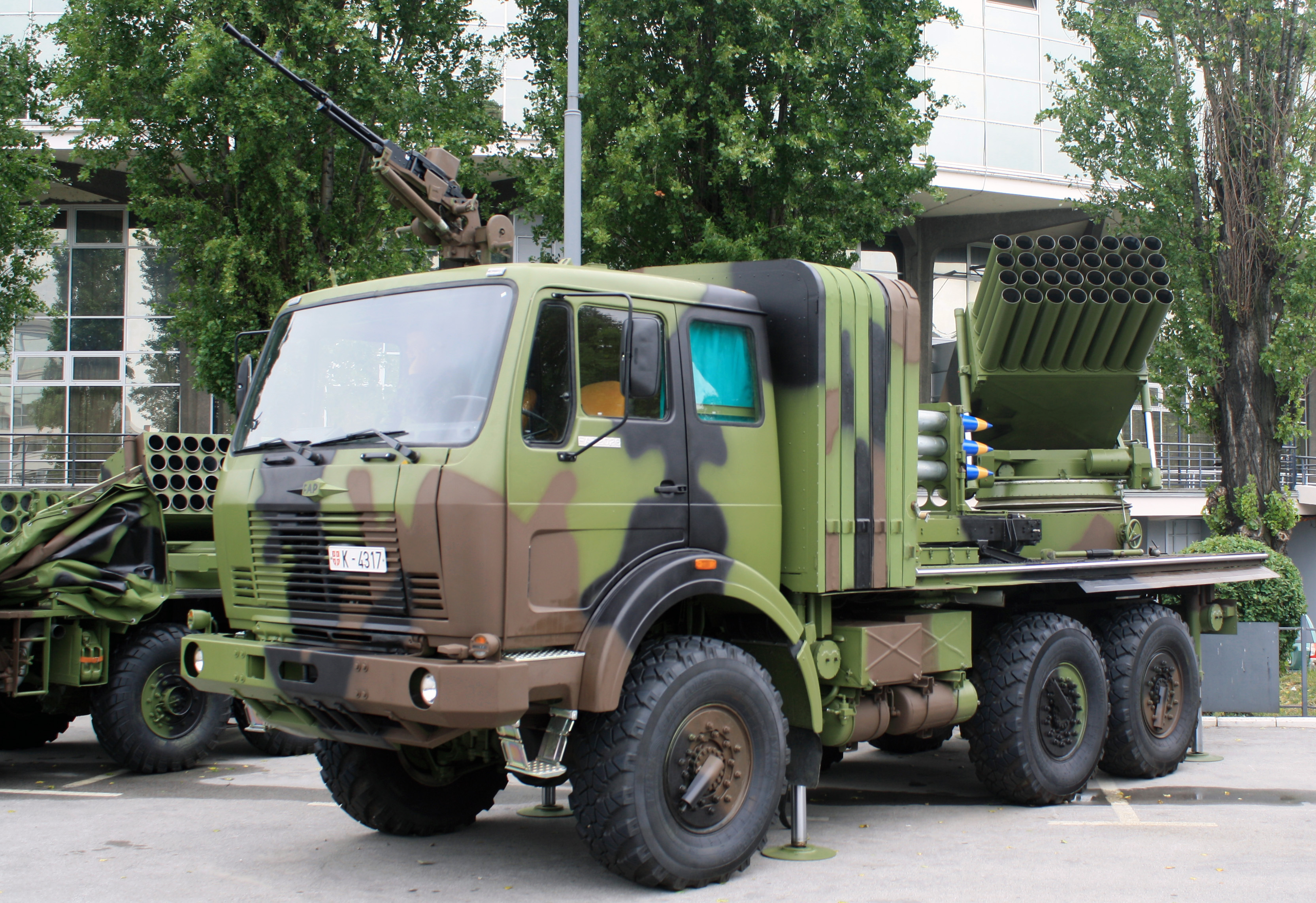
M77 Oganj

    - 2S1 (122-mm-Haubitze, Selbstfahrlafette) – 67
    - Nora B-52 (155-mm-Haubitze, Selbstfahrlafette) – 6+

  - Geschütze
    - D30 (122-mm-Haubitze) – 78
    - M-46 (130-mm-Kanone) – 18
    - M84 Nora-A (152-mm-Haubitze) – 36

  - Mörser
    - M69 (81/82 mm) – 106
    - M74/ M75 (120 mm) – 57

  - Mehrfachraketenwerfer
    - M-63 Plamen – 18
    - M-77 Oganj – 60
    - M87 LRSV – 3

- Flugabwehrwaffen
  - Flugabwehrsysteme
    - 2K12 Kub – 77
    - 9K32M Strela-2M
    - 9K31M Strela-1M – 12
    - 9K35M Strela-10M – 5
    - 9K310 Igla-1

  - FLAK
    - PASARS – 8+

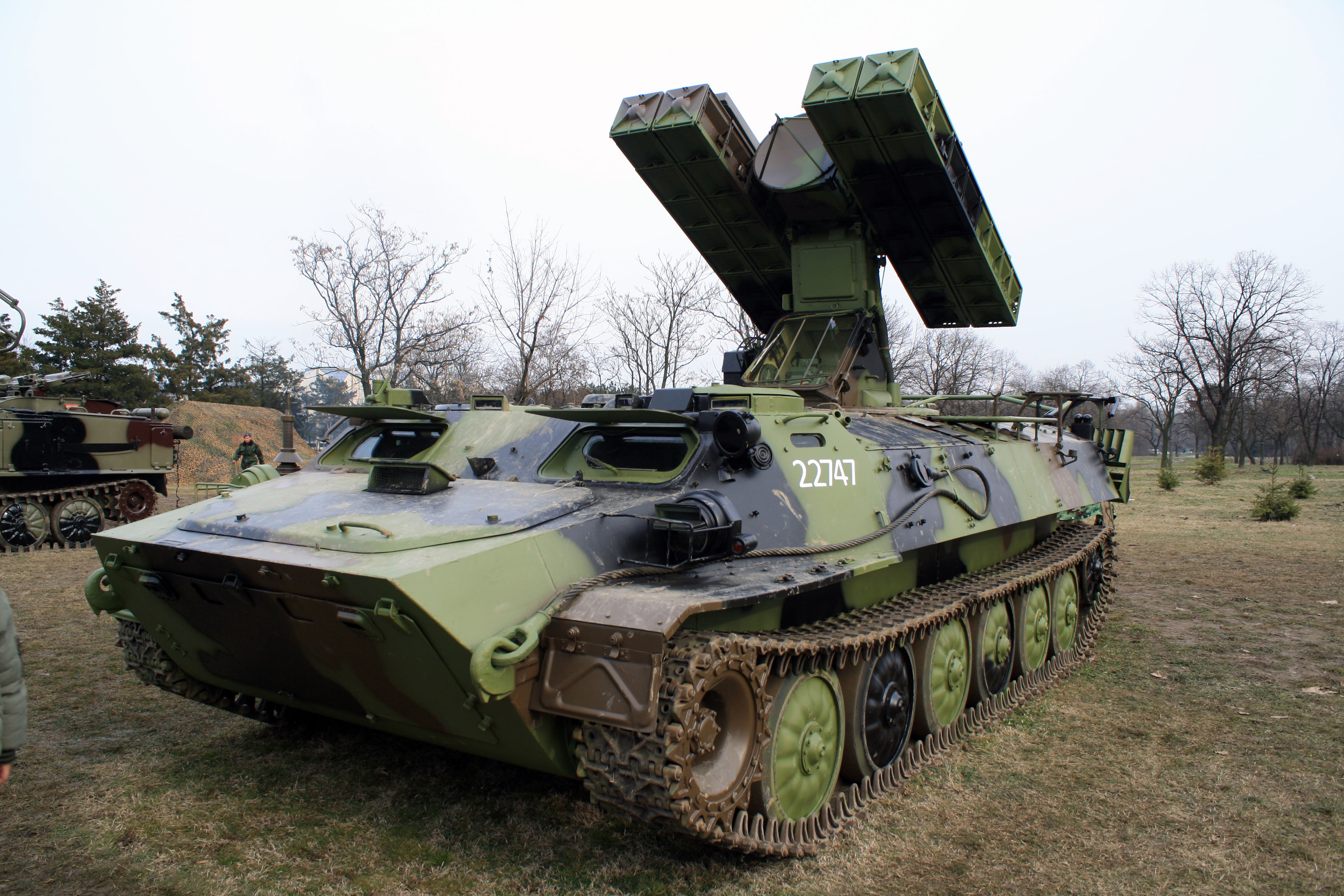
Strela-10

    - L/70 BOFORS mit Giraffe-Radar – 36
- Panzerabwehrwaffen
  - BOV-1 mit 9K11 Maljutka – 48
  - 9K11 Maljutka
  - 9K111 Fagot
  - M79-OSA – Panzerfaust
  - Bumbar

- Infanterie
  - M21 – Sturmgewehr
  - M70 – Sturmgewehr
  - Steyr AUG – Sturmgewehr
  - Heckler & Koch G36 – Sturmgewehr
  - Heckler & Koch HK416 – Sturmgewehr
  - Heckler & Koch UMP – Maschinenpistole
  - HK MP5 – Maschinenpistole
  - M92 – Maschinenpistole
  - M76 – Scharfschützengewehr
  - M93 – Scharfschützengewehr
  - M72 – leichtes Maschinengewehr
  - M84 – Universal-Maschinengewehr
  - M87 – Schweres Maschinengewehr
  - Zastava BGA-30 – automatischer Granatwerfer, Lizenzbau des AGS-17

### Wasserfahrzeuge
- 2 Patrouillenboote des Typs 111

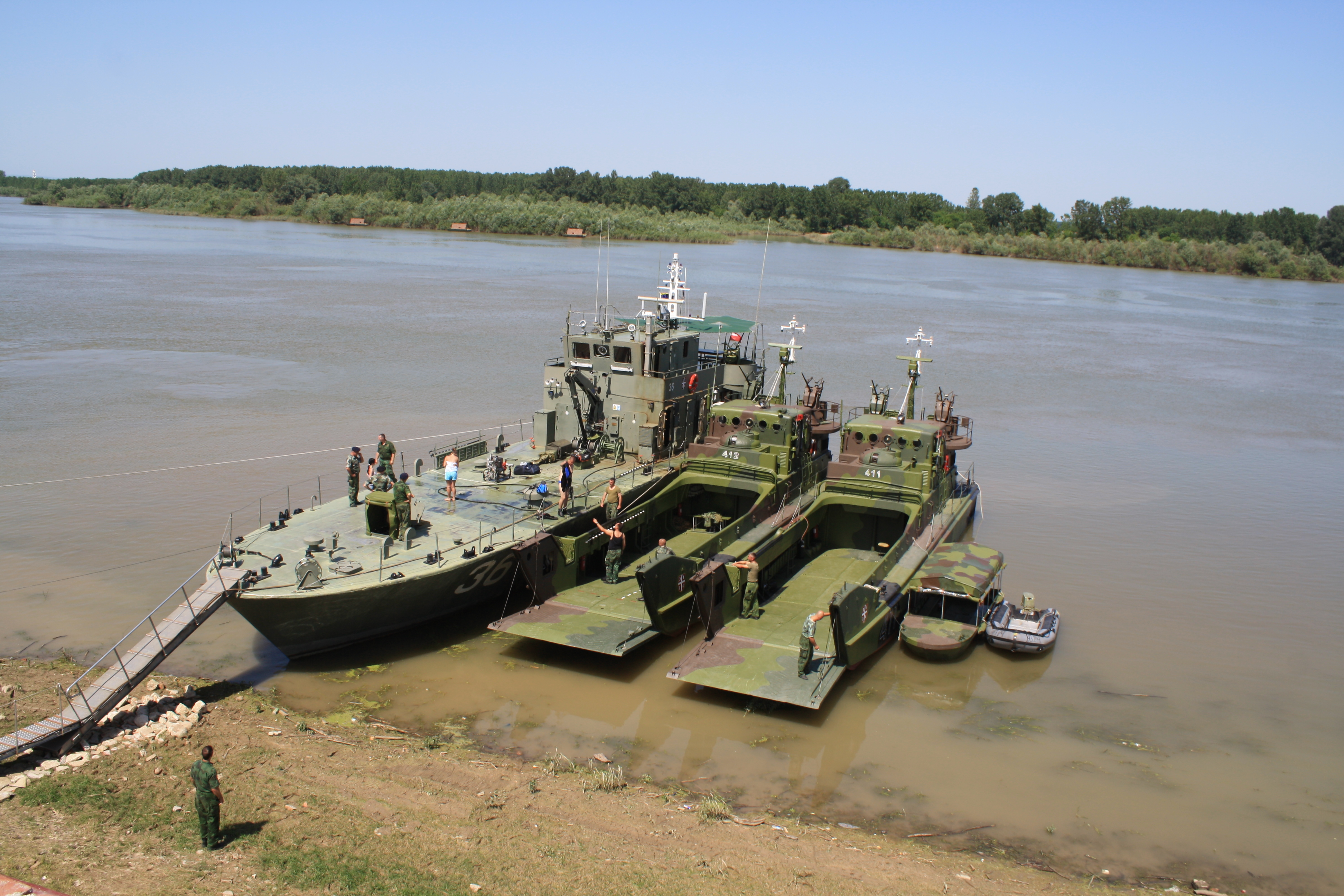
Zwei Landungsboote der Becej-Klasse und das Entgasungsboot Šabac

- 3 Patrouillenboote der Biscaya-Klasse (Typ-20)
- 1 Kommandoschiff und Minenleger RPB-30 „Kozara“
- 4 Minenräumboote Typ RML – Nestin-Klasse
- 4 Landungsboote der Becej-Klasse (Typ 22)
- 1 Entgasungsboot Šabac

### Flugabwehr/Luftwaffe
Die serbischen Luftstreitkräfte verfügen über folgende Ausrüstung:
- Kampf- und Schulflugzeuge
  - MiG-29 – 13
  - Soko J-22 Orao – 17
  - Soko G-4 Super Galeb – 21
  - Utva Lasta – 14
- Transportflugzeuge
  - Antonow An-26 – 1
  - Airbus C-295 Persuader – 2
- Hubschrauber
  - Airbus Helicopters H145M – 6
  - Mil Mi-8 – 15
  - Aérospatiale SA 341/342 – 29
  - Mi 35 M - 4
  - Mi 35 P - 11
- UAV
  - CASC Rainbow
  - Chengdu Pterodactyl-1
- Flugabwehrwaffen
  - 6× 96K6 Panzir
  - 6× S-125M Newa-M
  - 9× 2K12 Kub
  - 6× 96K6 Panzir-S1
  - 9K32 Strela-2
  - 9K310 Igla-1
  - L/70 Bofors-Geschütz
  - FK -3 - 3 Batterien
  - HQ 17 AE

## Modernisierungspläne
Die Modernisierungspläne der Serbischen Streitkräfte sehen derzeit vor u. a. die Erneuerung des Transportfuhrparks durch Beschaffung neuer Lastkraftfahrzeuge vom Typ FAP-1118, FAP-3240 und ZK NTV, die Anschaffung von Radpanzern sowie unbemannten Aufklärungsdrohnen vom Typ Vrabac und Pegaz, die Ablösung der rückstoßfreien Geschütze durch die Panzerabwehrlenkwaffe Bumbar sowie neue Kampfflugzeuge, Transporthubschrauber und Transportflugzeuge. Erwogen wird auch die Beschaffung neuer modularer Mehrfachraketenwerfer vom Typ LVRSM sowie die Kampfwertsteigerung der Kampfpanzer M-84 auf die M-2001-Version.
Im Zuge der Modernisierung der Streitkräfte kaufte Serbien im Jahr 2016 zwei Mi-17 Transporthubschrauber. Im Jahr 2019 folgten weitere zwei Mi-17 Maschinen, sechs H145M sowie vier Mi-35M Kampfhubschrauber. Der erste H145M wurde im Juni und zwei weitere im November 2019 an die Luftstreitkräfte übergeben. Im Dezember erhielten die Luftstreitkräfte vier Mi-35M-Maschinen aus Russland.
Damit erhielten die Streitkräfte Serbiens erste Lieferungen von modernen Waffensystemen seit 36 Jahren.
Ende Februar 2020 wurde die erste Tranche des Kurzstrecken-Flugabwehrraketen-Systems 96K6 Panzir aus Russland geliefert. Bis Ende 2020 erhielt Serbien insgesamt sechs dieser modernen Abwehrsysteme. Im Juli wurden sechs chinesische Kampfdrohnen des Typs CH-92A geliefert. Im April 2022 lieferte China das Luftabwehrsystem FK-3 an Serbien, welches das chinesische Pendant zum russischen System S-300 darstellt. Das chinesische Luftabwehrsystem wurde erstmals bei einer Waffenschau Ende April öffentlich gezeigt. Im November 2023 bekam die Luftwaffe zwei neue Airbus C-295 Persuader sowie elf gebrauchte Mi-35M-Kampfhubschrauber. Letztere wurden von Zypern gekauft.
Während des Staatsbesuchs des französischen Präsidenten Emmanuel Macron in Belgrad, wurde am 29. August 2024 im Beisein der Staatschefs Macron und Vučić, durch den serbischen Verteidigungsminister Bratislav Gašić und dem Generaldirektor der Dassault Aviation Group, Éric Trappier, ein Abkommen über die Lieferung von zwölf Mehrzweckkampfflugzeugen Dassault Rafale an Serbien unterzeichnet.

## Auslandseinsätze
Einheiten der Serbischen Streitkräfte werden zu friedenserhaltenden und -sichernden Maßnahmen im Rahmen der Vereinten Nationen und der Europäischen Union eingesetzt in:
- MINUSCA und EUTM RCA in der Zentralafrikanischen Republik (MINUSCA – United Nations Multidimensional Integrated Stabilization Mission in the Central African Republic; EUTM RCA – European Union Training Mission in the Central African Republic)
- UNFICYP in Zypern (UNFICYP – United Nations Peacekeeping Force in Cyprus)
- MONUSCO in der Demokratischen Republik Kongo (MONUSCO – Mission de l’Organisation des Nations Unies en République Démocratique du Congo)
- UNIFIL im Libanon (UNIFIL – United Nations Interim Force in Lebanon)
- UNTSO im Nahen Osten (UNTSO – United Nations Truce Supervision Organization)
- EUTM Mali in Mali (EUTM Mali – European Union Training Mission Mali)
- EUTM Somalia in Somalia (EUTM Somalia – European Union Training Mission in Somalia)

Ehemalige Einsätze:
- UNMIL in Liberia (UNMIL – United Nations Mission in Liberia)
- MONUC in Kongo (MONUC – United Nations Mission in the Democratic Republic of Congo)

## Medien
- Militärtechnischer Bote